# Almeria Teatre
El Almeria Teatre es una sala teatral de Barcelona, España, que abrió sus puertas en 2009. Su programación se basa en el teatro independiente y de pequeño formato.
Está situado en la calle Sant Lluís, 64, en el distrito de Gracia, en el edificio que también alberga la sede de la casa regional de Almería en Barcelona, de la que toma su nombre.

## Historia
El origen de la sala se remonta a los años 1960, como teatro de la Casa de Almería, fundada en 1950. A principios de los años 1970 el local se transformó en uno de los primeros bingos de Barcelona. Con el nombre de Almeria Teatre la compañía Gataro, dirigida por Víctor Álvaro, llevó a cabo la recuperación de un espacio cultural que ya no se usaba. Se inauguró el 18 de diciembre de 2009 con la obra 5 noies i un vestit de Alan Ball, a cargo de la propia compañía Gataro.
Además de ser la sede escénica de la compañía Gataro y del Festival Barcino, el teatro está abierto a montajes de otras compañías que sigan la línea de experiencias similares en otras ciudades extranjeras que, bajo el genérico «fringe», presentan, fuera del circuito de los grandes teatros, obras de calidad sin renunciar al sentido comercial, combinando teatro, música y danza.

## Espacio del teatro
El Almeria Teatre es un espacio polivalente que abrió sus puertas en el año 2009, una vez finalizadas las correspondientes obras de adecuación y modernización de las instalaciones, con un escenario de 60 m², una platea de 140 m², un anfiteatro de 36 m², un aforo de 183 espectadores y la renovación de equipamientos técnicos de luz y sonido, bar de 45 m², sanitarios para hombres, mujeres y minusválidos y acceso para minusválidos a todos los espacios del teatro.